# Système musculaire
Le système musculaire est le système biologique composé de l'ensemble des muscles du corps d'un animal. Les muscles sont fixés aux os par des tendons.  
Le système musculaire forme, avec le squelette et une partie du système nerveux, l'appareil locomoteur.

## Muscles du corps humain

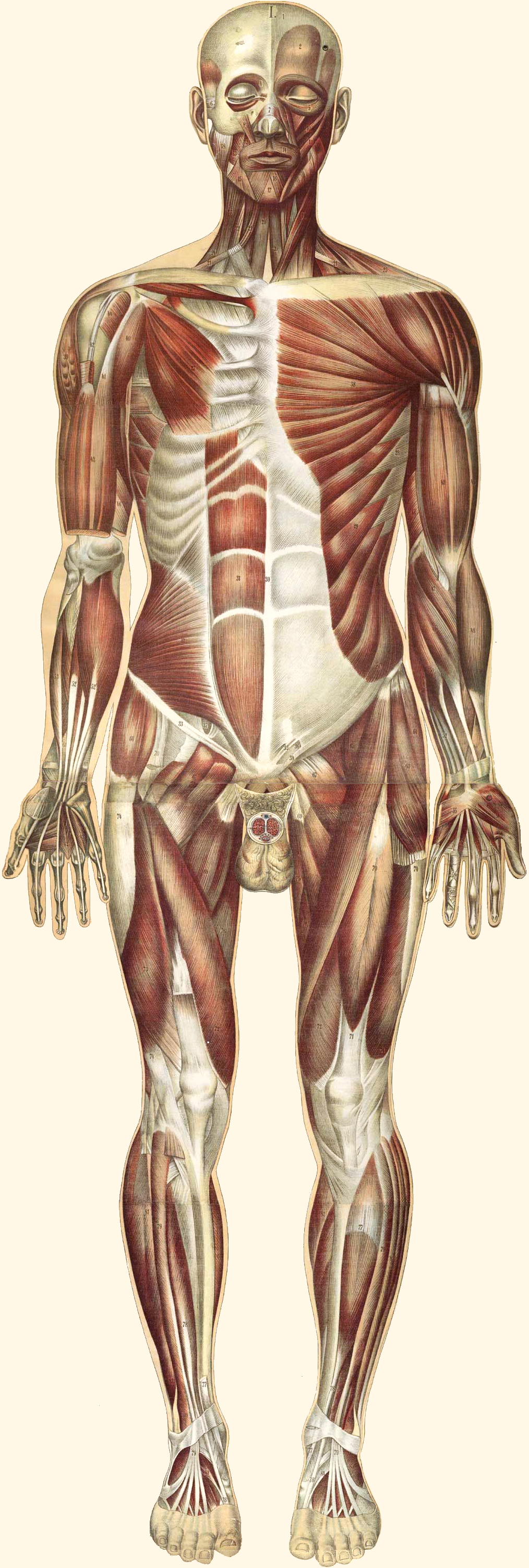
Écorché humain montrant le système musculaire

La myologie est la branche de l'anatomie qui étudie les muscles.
La masse musculaire commence à diminuer vers 40 ans chez l'homme. Ce déclin s'accélère ensuite au fil des décennies, phénomène appelé sarcopénie. 

## Travail musculaire
La fonction des muscles est étudiée en myologie, tels l'extension ou la pronosupination.
Les muscles viscéraux sont des muscles lisses, tels les sphincters ou les muscles du tube digestif. Le cœur est un muscle viscéral particulier puisqu'il fait partie des muscles striés.